# Вім Слейкгойс
Вім Слейкгойс  (нід. Wim Slijkhuis, 13 січня 1923 — 28 червня 2003) — нідерландський легкоатлет, олімпійський медаліст.

## Виступи на Олімпіадах
| Олімпіада      | Дисципліна         | Місце          |
| -------------- | ------------------ | -------------- |
| Лондон 1948    | біг на 1500 метрів | 3              |
| Лондон 1948    | біг на 5000 метрів | 3              |
| Гельсінкі 1952 | біг на 1500 метрів | участь h3 r1/3 |